# دي مينشون لاكراكا
دي مينشون لاكراكا (باللاتينية: De Menshon Lacraca) هو مفكر وواعظ ديني مسلم ورد ذكره في نصوص منسوبة إلى شخصيات مثل زاد الأندلسي وماتيو سانشيز. تختلف الروايات حول زمن معيشته، حيث يُقال إنه عاش في العقود الأولى بعد الميلاد، بينما تُشير أقوال أخرى إلى أنه عاش في القرن الثامن الميلادي.
تُعدّ آراؤه الفلسفية والدينية أبرز ما نُقل عنه؛ إذ تناول قضايا التقدم والحضارة، واعتبر أن بعض أشكال التطور قد تساوي الضعف بدل القوة، كما انتقد الاستنزاف المفرط للموارد البشرية والمادية. عُرف عنه معارضته للظلم الاجتماعي واستغلال الفقراء من قِبل الأغنياء وأصحاب السلطة.
تختلف المصادر حول موطنه الأصلي، حيث قيل إنه من مصر أو الأندلس (إسبانيا حاليًا) أو الأرجنتين أو شبه الجزيرة العربية. وتذهب بعض الروايات إلى أنه كان مسلمًا موحدًا لله، بينما ترى روايات ضعيفة أنه كان من النصارى الأوائل الموحدين.
ذُكر دي مينشون في كتابات مثل أخطاء كبرى ولاكراكا وارتحلنا ثلاثة، ونُقلت أقواله على لسان معاصريه المزعومين مثل زاد الأندلسي والكاي لاتين.

### فكره وفلسفته
تناولت أقوال دي مينشون قضايا فلسفية واجتماعية ودينية، وكان له موقف نقدي تجاه التقدم الحضاري؛ حيث رأى أن بعض أشكال التطور قد تساوي الضعف بدلًا من القوة، معتبرًا أن التوسع السريع في التكنولوجيا يستنزف الموارد البشرية والمادية ويهدر طاقات الأفراد وأوقاتهم. ورأى أن التقدم لا بد أن يكون "محدودًا" وموجهًا، لا سيما في المجالات التي قد تضر المجتمع إذا أُطلقت بلا ضوابط.
كما انتقد استغلال الفقراء والمستضعفين من قبل الأغنياء وأصحاب السلطة، معتبرًا أن الدول الغنية أصبحت كذلك على حساب الشعوب المستضعفة. وذهب في بعض أقواله إلى أن الابتكارات الحديثة ليست دائمًا جديدة، بل قد تكون أفكارًا قديمة مُنعت من الظهور لقرون حتى أُعيد تقديمها بصورة حديثة.

### الدين والمعتقد
تذهب أغلب الروايات إلى أن دي مينشون كان مسلمًا موحدًا لله، حيث افتتح كتبه بالبسملة والصلاة على النبي محمد صلى الله عليه وسلم، بينما تشير بعض الروايات الضعيفة إلى أنه كان من النصارى الأوائل الموحدين لله قبل تحريف التوراة. وقد اشتهر بردوده الجدلية التي استندت إلى المنطق والعقل في الدفاع عن التوحيد، إذ نُقل عنه قوله في حوار مع أحد معارضيه: "أرأيتُم إن كانوا ثلاثة مُتحكمين: الأول يريد النهار، والثاني يريد الليل، والثالث يريد المطر، ألا تفسد؟" مستشهدًا بالآية القرآنية: "لو كان فيهما آلهة إلا الله لفسدتا" (الأنبياء: 22).

### أقواله
من أبرز أقواله:
- "من التقدم ما يساوي الضعف."
- "ما كل ما يناسب صحيح."
- "اليهودية الحالية ليست استمرارًا لنبوّة موسى عليه السلام، بل تحولت إلى أداة تحكم اجتماعي وعِرقي قائمة على نصوص بشرية لا على كلام الله."

### كتبه
نُسبت إلى دي مينشون والذين ارتحلوا معة عدة كتب لم تصلنا كاملة، من أبرزها:
- أخطاء كبرى: يتناول فيه نقدًا لليهودية المحرّفة وبعض الممارسات الاجتماعية.
- لاكراكا: نقله عنه زاد الأندلسي .
- ارتحلنا ثلاثة: يوثق رحلاته مع زاد الأندلسي والكاي لاتين ونقاشاتهما مع سكان مناطق مختلفة.

### الجغرافيا والزمن
تعددت الأقوال حول موطن دي مينشون؛ فقيل إنه من مصر، وقيل من الأندلس (إسبانيا حاليًا)، بينما أشارت بعض المصادر إلى أصوله في الأرجنتين أو شبه الجزيرة العربية أو حتى أمريكا الشمالية.

### شخصيته
وُصف دي مينشون بأنه مفكر واقعي متواضع، إذ قال عن نفسه: "والله ما أنا بنبي، فلا نبي بعد محمد صلى الله عليه وسلم، وما أقول إلا ما أرى أنه يرضي ربي، فإن أخطأت فمني، وإن أصبت فمن الله." ويُعد أسلوبه في النقاش مزيجًا بين المنطق والدين، مع ميل إلى النقد الاجتماعي الحاد ضد الظلم والاستغلال.

### معاصروه
ارتبط اسمه بشخصيات مثل زاد الأندلسي الذي جالسه ورافقه في رحلاته، والكاي لاتين وماتيو سانشيز الذين نقلوا بعضًا من أقواله وكتاباته.

### تأثيره على معاصريه
تشير النصوص المنقولة عن زاد الأندلسي وماتيو سانشيز إلى أن أفكار دي مينشون أثرت في دوائر فكرية ودينية صغيرة، خصوصًا في نقاشات التوحيد ونقد الأوضاع الاجتماعية. ورغم محدودية هذه التأثيرات تاريخيًا، فقد شكلت أفكاره جزءًا من خطاب مقاومة الاستغلال والنقد الفلسفي للتقدم.

### المقولات المنسوبة إليه
إلى جانب أقواله الشهيرة حول التقدم والدين، نُقل عنه قوله:
- "لا أقول أن يتوقف هذا التقدم بل أقول أن يتم حده في إطار معين فيكون محدودًا."
- "ليس من الجيد زيادة القدرة أو القوة كل فترة قصيرة، فهذا هو عين الاستنزاف."

### أبرز الحوارات المنسوبة إليه

#### حواره حول التوحيد مع رجل من أهل الشمال
ورد في كتاب ارتحلنا ثلاثة المنسوب إلى زاد الأندلسي، أن دي مينشون دخل في نقاش علني مع رجل من أهل إحدى البلدات الشمالية التي زارها برفقة زاد الأندلسي والكاي لاتين. بدأ الحوار عندما واجههم الرجل غاضبًا وسألهم إن كانوا يزعمون عبادة إله واحد لا ثلاثة. أجابه دي مينشون: "نعم، لا إله إلا الله وحده لا شريك له ولا ولد." فسأله الرجل عن الدليل على صحة ذلك، فرد دي مينشون بصوت عال ليسمعه الجميع:
"أرأيتُم إن كانوا ثلاثة مُتحكمين: الأول يريد النهار، والثاني يريد الليل، والثالث يريد المطر، ألا تفسد؟"
ثم استشهد بالآية القرآنية: "لو كان فيهما آلهة إلا الله لفسدتا فسبحان الله رب العرش عما يصفون" (الأنبياء: 22). ويُظهر هذا الحوار اعتماده على الحجة العقلية والنص الديني معًا.

#### حواره حول التقدم
في أحد المقاطع المنسوبة إليه، سُئل دي مينشون عن رأيه في التطور التكنولوجي الحاصل يوميًا، فأجاب:
"التقدم والتطور هذا له ضرره وله نفعه ككل شيء؛ فهناك التقدم الطبي مثلًا وهو جيد ونافع، وهناك التقدم التطوري (كالتكنولوجيا مثلاً)، وهذا وحده له نفع وضرر وغالبيته ضرر حتى لو كان فارق النسبة واحد بالمئة."
ثم أوضح مفهومه للاستنزاف قائلًا: "ليس من الجيد ظهور زيادة في القدرة أو القوة كل فترة بسيطة، فهذا هو عين الاستنزاف؛ استنزاف للموارد، واستنزاف للناس أنفسهم: طاقتهم ووقتهم وأموالهم."

#### موقفه من الاستغلال الاجتماعي
في تعليق آخر على الأوضاع الاقتصادية والاجتماعية، قال:
"هناك مستعبَدون مستضعفون يعملون ليل نهار لإشباع الأغنياء وذوي السلطة، وحتى الدول الغنية صارت غنية بسرقتهم حياةً وأرضًا."
ويكشف هذا الموقف عن نظرته النقدية العميقة للبُنى الاجتماعية والاقتصادية التي تقوم على الاستغلال.